# Amanungo
Amanungo, también citado erróneamente como Amanuro, fue un religioso hispanovisigodo, obispo de Ávila aproximadamente entre 650 y 660.
Aparece documentado en el VIII Concilio de Toledo, al que asistió en 653 y donde firmó los Cánones como Abelensis Episcopus en la posición 33.ª, por delante de 19 prelados, por lo que se cree que habría sido consagrado hacia el año 650. Asistió también al X Concilio en 656. Según comenta Enrique Flórez, aparece en las copias de los códices conciliares existentes en la Biblioteca Real del Monasterio de El Escorial y en las de Toledo, relatando la dificultad cuando no aparecen los suscriptores de los cánones conciliares. En el décimo concilio, Amanungo aparece como firmante en la posición número 24.ª. Enrique Flórez también menciona que, probablemente, asistió al Concilio Provincial Emeritense, celebrado en tiempos del rey Recesvinto y del arzobispo de Mérida, Oroncio, hacia el año 656.